# Лейди Колин Кембъл
Лейди Колин Кембъл (на английски: Lady Colin Campbell) е британска светска и телевизионна личност, и писателка на произведения в жанра биография, основно за британското кралско семейство.

## Биография и творчество
Лейди Колин Кембъл, с рождено име Джордж Уилям Зиади, е родена на 17 август 1949 г. в Сейнт Андрю, Ямайка, в семейството на собственика на универсален магазин Майкъл Джордж Зиади и Глория Дей. Семейство Зиади емигрира от Ливан в Ямайка като забогатява от търговия. По рождение тя има малформация на гениталиите, поради което е определена като мъж от медицинския съвет. Следва в Модния технологичен институт в Ню Йорк.
През 1970 г., с финансовата помощ на баба си, си прави коригираща операция на вродената вагинална малформация, след което променя името си на Джорджия Ариана Зиади и получава нов акт за раждане.
На 23 март 1974 г., след 5-дневно запознанство, се омъжва за лорд Колин Айвър Кембъл, по-малкият син на единадесетия херцог на Аргайл. Двойката се разделя след девет месеца заради скандал около нейния акт за раждане (излизат публикации че е претърпяла смяна на пола) и се развежда след 14 месеца.
Първата ѝ книга „Ръководство на лейди Колин Кембъл как да бъдеш модерна дама“ (Lady Colin Campbell's Guide to Being a Modern Lady) е издадена през 1986 г.
Тя е най-известна с книгите си за Даяна, принцеса на Уелс и кралица Елизабет, кралицата майка. Книгата ѝ „Даяна насаме: Принцесата, която никой не знае“ (Diana in Private: The Princess Nobody Knows) от 1992 г. предоставя информация за борбата на Даяна с булимията и аферата ѝ с Джеймс Хюит. Първоначално изнесената информация е отхвърлена, но някои от твърденията ѝ по-късно са потвърдени. Романът става бестселър в списъка на „Ню Йорк Таймс“ и я прави известна. През 2005 г. книгата излиза в новото и допълнено издание „Истинската Даяна“.
Освен с книги за кралското семейство, тя е известна като дългогодишен колумнист и участва в програмите на телевизията и радиото като опитен експерт по британската аристокрация.
През 1993 г. тя осиновява две руски момчета, Майкъл „Миша“ и Димитри „Дима“. Двамата участват през 2018 г. в телевизионното риалити шоу на MTV „Кралският свят“.
През 1997 г. публикува автобиографията си „Живот, който си струва да се живее“ (A Life Worth Living).
През 2013 г. тя закупува замъка „Горинг“, родовото жилище на поета Пърси Биш Шели, и селска къща в Уърдинг, Съсекс.
Лейди Колин Кембъл живее в Уърдинг и Кенингтън, Лондон.

## Произведения
- Lady Colin Campbell's Guide to Being a Modern Lady (1986)
- How to Master Any Social Situation (1988)
- Diana in Private: The Princess Nobody Knows (1992)
- The Royal Marriages: What Really Goes on in the Private World of the Queen and Her Family (1993)
- A Life Worth Living (1997) – автобиография
- Empress Bianca (2005, издаден през 2008)
- The Real Diana (2005) – ново и допълнено издание на Diana in Private
Истинската Даяна, изд.: ИК „Кръг“, София (2021), прев. Надя Баева
- Daughter of Narcissus: A Family's Struggle to Survive Their Mother's Narcissistic Personality Disorder (2009)
- With Love from Pet Heaven by Tum Tum the Springer Spaniel (2011)
- The Queen Mother: The Untold Life of Queen Elizabeth (2012)
- A Woman's Walks (2016)
- The Queen's Marriage (2018)
- People of Colour and the Royals (2019)
- Meghan and Harry: The Real Story (2020)